# Пазау

Пазау — 21-я буква мьянманского алфавита, используется также в пали, монском, каренском и шанском. В шанском алфавите называется папа (шан.па — «рыба»). Бирманские имена на букву пазау даются детям, родившимся в четверг.

## В грамматике
- Па — вачанаулайписси, распространённая частица разговорной речи, завершающая высказывание, имеет пожелательный и презентационный смысл и также используется при ответах на вопрос.